# Calydorea pallens
Calydorea pallens är en irisväxtart som beskrevs av August Heinrich Rudolf Grisebach. Calydorea pallens ingår i släktet Calydorea och familjen irisväxter. Inga underarter finns listade i Catalogue of Life.